# Apollonias arnottii
Apollonias arnottii är en lagerväxtart som beskrevs av Christian Gottfried Daniel Nees von Esenbeck. Apollonias arnottii ingår i släktet Apollonias och familjen lagerväxter. Utöver nominatformen finns också underarten A. a. beddomei.